# Galaxy Of Stars

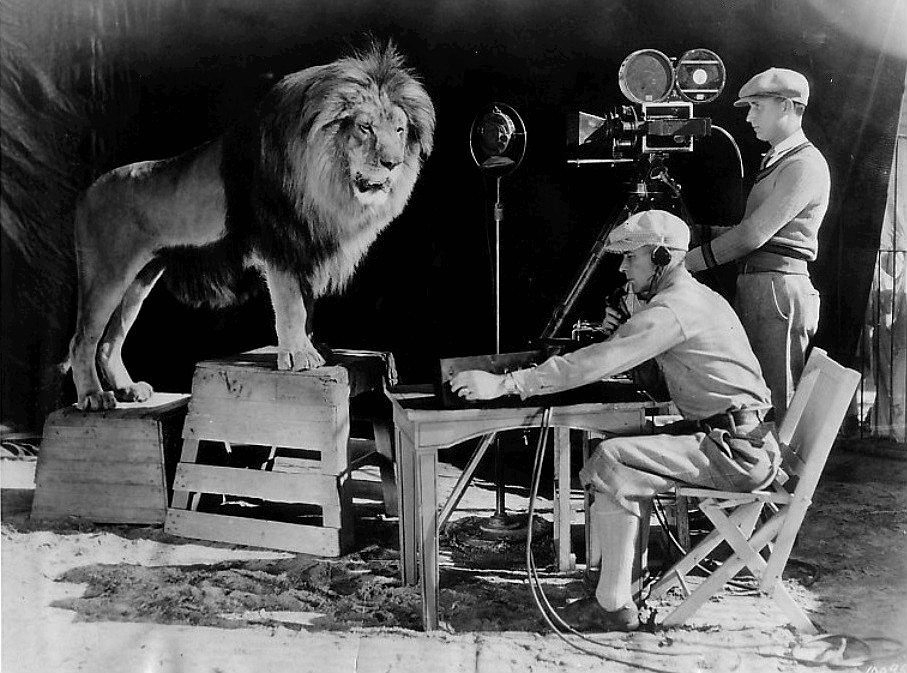
Der MGM Löwe (1928)

Galaxy Of Stars ist ein 1936 gedrehter Werbeclip der Verleihfirma Metro-Goldwyn-Mayer (MGM) mit dem Komikerduo Laurel und Hardy.

## Handlung
Laurel und Hardy sind Hausmeister in einer Sternwarte. Ollie fegt den Boden, während Stan ein riesiges Teleskop abstaubt. Laurel blickt in das Teleskop und schlägt es dabei Hardy an den Kopf. Er erzählt, dass er „die Sterne anschaut ... Metro Goldwyn Mayer! Schau ...“. Hardy guckt auch gleich in das Fernrohr und schlägt es dabei Laurel an den Kopf.
Nun tritt finster dreinblickend und verärgert James Finlayson auf. Hardy schaut sich immer noch die Sterne an, hat aber plötzlich Finlaysons Nase im Blick. Auf die Frage, was er mache, antwortet Hardy: „Wir schauen uns die Metro Goldwyn Mayer Stars an.“ Die Antwort lautet, dass das, was die beiden sehen, nicht für sie bestimmt sei: „Es ist für unsere Freunde in Europa und Afrika reserviert“.
Nun werden die Zuschauer eingeladen, sich einige Attraktionen von Metro Goldwyn Mayer als Trailer anzusehen: Meuterei auf der Bounty, Tarzan, der Affenmensch, Skandal in der Oper, The Great Ziegfeld und Anna Karenina und andere mehr.
Nach diesem eigentlichen Werbeteil wird die Rahmenhandlung nochmals aufgenommen: Laurel zerbricht ungeschickt die Linse des Teleskops. Während Finlayson die beiden nun verjagen will, wendet Hardy sich an die Zuschauer und sagt: „Auf Wiedersehen, meine Freunde. Wir hoffen sehr, dass Ihnen unser Besuch bei den Stars gefallen hat. Wir sind bald wieder da ...“
Eine kleine Rangelei um einen Fahrstuhl, der mal wieder nicht da ist, wo er sein sollte, sorgt für ein humorvoll-chaotisches Finale.

## Produktion
Von den knapp 9 Minuten Gesamtlänge des Werbefilms bestreiten Laurel und Hardy mit ihrem Sketch nur gut 3 Minuten.
Der kurze Streifen Galaxy Of Stars war bis zum Jahr 2005 verschollen. Die gefundene Kopie war offenbar ursprünglich für ein französisches Publikum bestimmt, da mehrere Titel im Trailer-Segment auf Französisch erscheinen.
Es wurde zunächst angenommen, dass Galaxy Of Stars aus dem Jahr 1933 stammt; der Hinweis auf das wirkliche Datum (1936) ist die Tatsache, dass der Kommentar an einer Stelle auf „Albertina Hashs bezauberndes Ballett für die Musical-Komödie Broadway Melody“ von 1936 verweist.
Die englische Tonspur scheint nicht erhalten zu sein. Es gibt keinen Haupttitel, so dass unklar bleibt, warum der Film als Galaxy Of Stars bezeichnet wird. Allerdings wird der Ausdruck im Clip verwendet. Ein später eingefügter Titel (normalerweise die offizielle Quelle) gibt die ungewöhnliche Schreibweise des „Of“ mit einem Großbuchstaben vor.
Der Film war ursprünglich nicht für die öffentliche Vorführung bestimmt, sondern für die Information von Kinobetreibern. Explizit wird auf den europäischen und afrikanischen Markt hingewiesen, was auch erklärt, dass Filme beworben werden, die zwischen 1932 und 1936 gedreht wurden und erschienen.